# Medelim
Medelim é uma povoação portuguesa sede da Freguesia de Medelim do Município de Idanha-a-Nova, freguesia com 30,47 km² de área e 230 habitantes (censo de 2021), tendo, por isso, uma densidade populacional de 7,5 hab./km².
Medelim foi vila e sede de concelho até ao início do século XIX. Este era constituído apenas pela freguesia da sede e tinha, em 1801, 492 habitantes.
É designada como a Aldeia dos Balcões. Ao todo a aldeia de Medelim tem mais de 200 balcões. O sítio da Câmara Municipal de Idanha-a-Nova refere 216. Normalmente são escadas de lajes grandes, em granito que dão acesso à principal entrada da habitação. No passado, o espaço interior do balcão era aproveitado para guardar animais.

## Demografia
A população registada nos censos foi:
| Distribuição da População por Grupos Etários | Distribuição da População por Grupos Etários | Distribuição da População por Grupos Etários | Distribuição da População por Grupos Etários | Distribuição da População por Grupos Etários |
| -------------------------------------------- | -------------------------------------------- | -------------------------------------------- | -------------------------------------------- | -------------------------------------------- |
| Ano                                          | 0-14 Anos                                    | 15-24 Anos                                   | 25-64 Anos                                   | > 65 Anos                                    |
| 2001                                         | 27                                           | 33                                           | 118                                          | 164                                          |
| 2011                                         | 17                                           | 14                                           | 97                                           | 144                                          |
| 2021                                         | 17                                           | 11                                           | 80                                           | 122                                          |

## Rua da Judiaria
Até ao século XVI viveu nesta freguesia uma comunidade judaica. Viviam na atual Rua da Judiaria. Algumas das casas revelam o modo de vida dessa comunidade.
A romaria da Freguesia de Medelim é a festa do Senhor do Calvário, no último fim-de-semana de Agosto e realiza-se no santuário, um dos locais mais conhecidos.

## Património
- Via de Medelim[7]
- Santuário do Senhor do Calvário/ Miradouro
- Capela da Misericórdia
- Igreja de Santa Maria Madalena (matriz de Medelim) / Torre
- Capela do Espírito Santo ou de S. Sebastião
- Vestígios romanos
- Casas brasonadas

## Coletividades
- Associação de Caçadores de Medelim
- Associação “O Arcaz”
- Grupo de Coesão e Cultura de Medelim
- Associação Cultural Recreativa e Desportiva de Medelim
- Grupo de Cantares de Medelim
- MMCR - Medelim Moto Clube Raiano

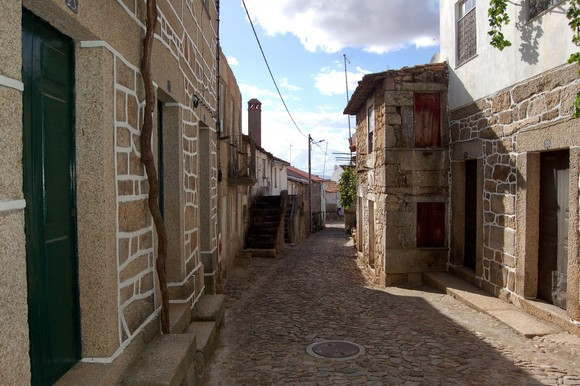
Rua da Judiaria
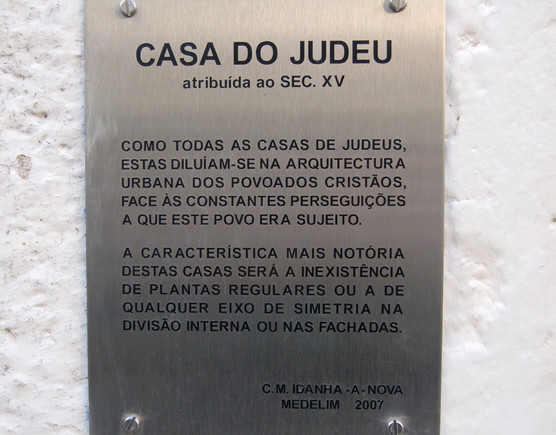
Rua da Judiaria
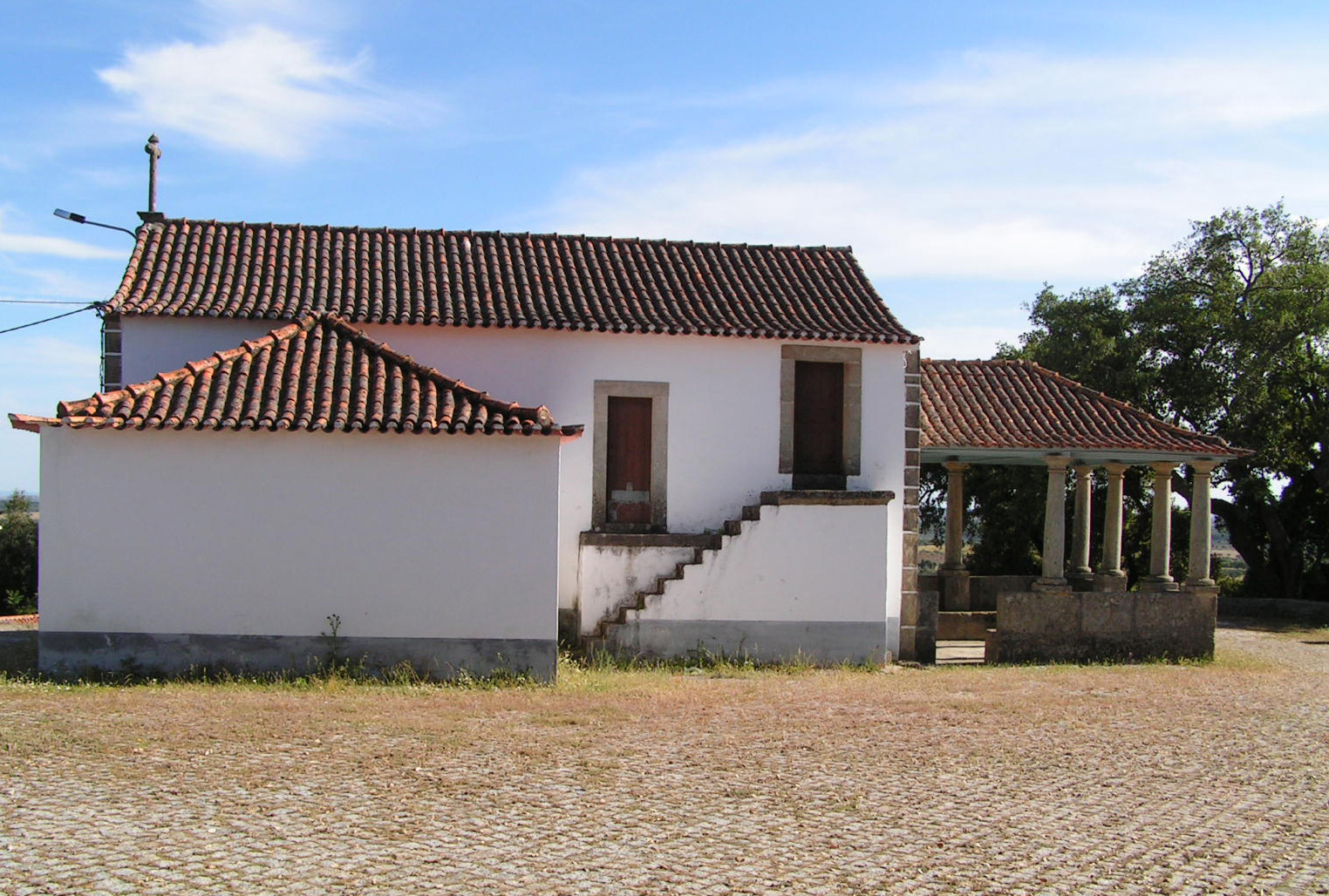
Senhor do Calvário